# Théophile de Viau
Théophile de Viau (ur. w kwietniu 1590 w Clairac, zm. 25 września 1626 w Paryżu) – francuski poeta i dramaturg.

## Życiorys
Urodził się w rodzinie protestanckiej. Nigdy jednak nie był człowiekiem religijnym. W 1611 opuścił rodzinną miejscowość i podjął naukę w akademii w Saumur. Prowadził życie libertyna. Przypisuje mu się napisanie w tym okresie zbioru utworów poetyckich o wymowie antyreligijnej. Nie uzyskawszy dyplomu, de Viau porzucił naukę i przystąpił do wędrownej trupy aktorskiej jako autor tekstów sztuk teatralnych. Następnie porzucił to zajęcie i został służącym księcia d'Epernon, który całkowicie podzielał jego libertyńskie poglądy. Osiadł wtedy na stałe w Paryżu. Na jego filozofię życiową i twórczość znaczący wpływ miały poglądy Lucilia Vaniniego. W 1619 za otwarte wystąpienia antykatolickie de Viau został skazany na wygnanie, lecz wyrok został uchylony rok później.
W 1621 poeta wydał w jednym tomie wszystkie napisane do tej pory wiersze oraz dramat Pyram i Tyzbe, wystawiony w tym samym roku na dworze królewskim. Dokonał również konwersji na katolicyzm, pragnąc rozwiać podejrzenia o działalność antyreligijną. Mimo tego jezuita, ks. Garasse, oskarżył go publicznie o sodomię oraz propagowanie treści obscenicznych i ateizmu. Zarzuty te zostały podniesione przez parlament paryski. Oskarżył on de Viau o napisanie i publikację serii utworów antyreligijnych w tomie Parnas satyryczny i skazał na śmierć poprzez spalenie na stosie. Poeta zbiegł ze stolicy do Chantilly, licząc na protekcję księcia de Montmorency, po czym usiłował dostać się do Niderlandów. Próba ucieczki nie powiodła się i de Viau został uwięziony w Conciergerie. Parlament podjął ponownie śledztwo w sprawie Parnasu satyrycznego, łagodząc ostatecznie wyrok i skazując de Viau na wygnanie. Już w roku następnym poeta został uwolniony od zarzutu i otrzymał zgodę na ponowne zamieszkanie w stolicy Francji. Pobyt w więzieniu nadwątlił jednak jego zdrowie do tego stopnia, że twórca zmarł w tym samym roku 1626. W ostatnich miesiącach życia porzucił libertyńskie poglądy i stał się praktykującym katolikiem.

## Twórczość
Théophile de Viau zaczął tworzyć dzieła literackie w wieku 21 lat. W jego dorobku są utwory reprezentujące szereg gatunków: ody, sonety, elegie, epigramaty, satyry, listy poetyckie, erotyki. Pisał zarówno w języku francuskim, jak i po łacinie. Inspiracją dla jego twórczości były zasady poetyckie postulowane przez Plejadę. Polemizował natomiast z pierwszymi teoretykami literatury klasycystycznej, przede wszystkim z François de Malherbe'em, krytykując zalecaną przez nich drobiazgową dbałość o czystość formalną wierszy. Jako najwłaściwszą formę pracy poetyckiej uważał spontaniczne tworzenie pod wpływem natchnienia, chociaż zdarzało mu się poprawiać napisane wcześniej utwory, zwłaszcza pod kątem leksykalnym.
W swojej twórczości de Viau poruszał przede wszystkim temat miłości i piękna przyrody. Jego erotyki cechuje połączenie barokowego zamiłowania do gier słownych i językowego wyrafinowania z osobistym przekazem wierszy. Najprawdopodobniej poeta oddawał w nich własne przeżycia związane z kolejnymi romansami, imiona opisywanych w wierszach kobiet nie zostały jednak ustalone. Również utwory poświęcone przyrodzie zawierają motywy miłosne. De Viau dokonuje w nich antropomorfizacji drzew, skał i strumieni, przypisując im przeżywanie miłości i zwierzając im się z własnych uczuć. Opisując krajobrazy, poeta odwoływał się głównie do pejzaży rodzinnego regionu, przedstawiając je w sposób niezwykle bogaty językowo.
W dorobku de Viau są również utwory bliskie surrealizmowi, o absurdalnej treści, lub też złożone z szeregu oderwanych od siebie fantastycznych obrazów. Ponadto autor ten opublikował jeden dramat, Pyram i Tyzbe, zaliczany do wczesnego baroku w teatrze francuskim.